# Maciej Kandefer
Maciej Kandefer – polski akordeonista.

## Życiorys
Kształcił się w Państwowej Szkole Muzycznej I i II st. im. Wandy Kossakowej w Sanoku, ukończył klasy I stopnia (1993) i II stopnia (1999). W 1995, 1996 otrzymywał stypendium Ministerstwo Kultury i Sztuki, w 1997 stypendium Prezesa Rady Ministrów, w 1998, 1999 stypendium artystyczne Ministra Kultury i Sztuki. Abiturient II Liceum Ogólnokształcącego im. Marii Skłodowskiej-Curie w Sanoku. Absolwent studiów na Akademii Muzycznej w Warszawie w klasie akordeonu pod kierunkiem prof. Włodzimierza Lecha Puchnowskiego. Ukończył też studia ekonomii, studia podyplomowe oraz prawo.
Podjął pracę w Centrum Edukacji Nauczycieli Szkół Artystycznych w Warszawie. Pracował w Urzędzie m. st. Warszawy, pełnił stanowisko dyrektora Departamentu Centrum Edukacji Artystycznej przy Ministerstwie Kultury i Dziedzictwa Narodowego, został nauczycielem w szkole muzycznej w Warszawie i wicedyrektorem szkoły muzycznej w Warszawie.
Został członkiem Warszawskiego Kwintetu Akordeonowego (I akordeon; wraz z nim przez pewien czas także Tomasz Holizna).

## Nagrody
- Nagroda Miasta Sanoka za rok 1996 w dziedzinie kultury i sztuki III stopnia „za osiągnięcia artystyczne” 8wspólnie z Tomaszem Holizną)[8][9][10]
- Wygrana w Ogólnopolskim Konkursie Akordeonowym w Suwałkach (w duecie z Kariną Zalewską)[6][11]
- laureat wielu nagród i wyróżnień w konkursach muzycznych[6][12][13]
- Wygrana w Ogólnopolskim Konkursie Akordeonowym w Bydgoszczy w kategorii zawodowej[2]
- Nominacja do nagrody Fryderyki 2004 w kategorii „Album Roku – Muzyka Kameralna” (z zespołem Warszawski Kwintet Akordeonowy)